# Brigata di reazione rapida multinazionale
La Brigata di reazione rapida multinazionale (SHIRBRIG dall'inglese Standby High-Readiness Brigade) è stata una forza di intervento multinazionale creata su iniziativa della Danimarca, con il supporto delle Nazioni Unite.
La brigata venne creata sull'onda emotiva dei fallimenti delle missioni di peacekeeping delle Nazioni Unite che non riuscirono ad evitare il Genocidio ruandese ed il massacro di Srebrenica.
Il compito principale è quello di intervenire entro 15-30 giorni come forza di primo soccorso in situazioni delicate come forza di peacekeeping.
La brigata entrò in funzione il 1º gennaio 2000 e venne impiegata per la prima volta come forza di supporto alla missione delle Nazioni Unite UNMEE nel Corno d'Africa. Il 30 giugno 2009 l'organizzazione fu chiusa e vennero cessate tutte le attività operative.
Era composta da 5.000 militari provenienti dai 15 stati membri :Argentina, Austria, Canada, Danimarca, Finlandia, Italia, Lituania, Norvegia, Paesi Bassi, Polonia, Portogallo, Romania, Slovenia, Spagna e Svezia.